# Wireless personal area network
Wireless personal area network, WPAN, bezprzewodowa sieć o zasięgu osobistym – sieć bezprzewodowa, zazwyczaj o niewielkim zasięgu, używana w środowisku biurowym do przesyłania danych między ręcznym urządzeniem a stacjonarnym komputerem lub drukarką.
Przykładowo użytkownik urządzenia mobilnego może pobrać pocztę elektroniczną lub dane do telefonu komórkowego lub palmtopa, a potem wymienić je z maszyną w biurze. Oczekuje się, że sieci WPAN będą stosowane w bezprzewodowych systemach alarmowych i rozrywce.
W sieciach tego rodzaju istnieje podział na urządzenia podrzędne i nadrzędne, jednak znaczna część urządzeń może pracować zarówno jako urządzenia podrzędne, jak i nadrzędne. Aby jednak doszło do komunikacji, musi istnieć urządzenie podrzędne.
Struktury tworzone są dla określonej tymczasowo potrzeby. Technika ta umożliwia zmianę struktury sieci w ciągu kilku sekund. Technikami komunikacyjnymi umożliwiającymi utworzenie WPAN są: Bluetooth, ZigBee, Ultra Wideband, IrDA, HomeRF i inne.